# Diocèse luthérien d'Oslo
Pour les articles homonymes, voir Diocèse d'Oslo.
Le diocèse d'Oslo est l'un des onze diocèses que compte actuellement l'Église de Norvège qui est de confession luthérienne.
Son territoire s'étend sur l'ensemble du Comté d'Akershus et son siège se trouve à la Cathédrale d'Oslo. L'évêque diocésien est actuellement Sunniva Gylver.